# Microascus brevicaulis
Microascus brevicaulis är en svampart som beskrevs av S.P. Abbott 1998. Microascus brevicaulis ingår i släktet Microascus och familjen Microascaceae.   Inga underarter finns listade i Catalogue of Life.

## Bildgalleri

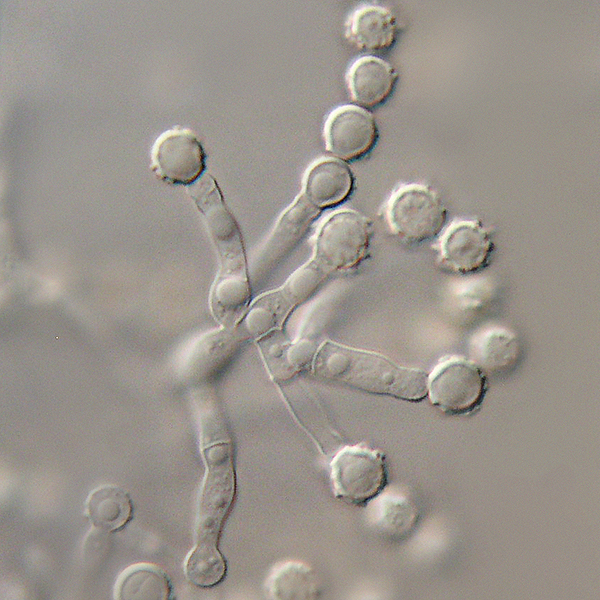